# 北極蛤
北極蛤（学名：Arctica islandica），又譯冰島鳥蛤，为北極蛤科北極蛤屬下的一个种。本物種舊屬鳥蛤屬，今屬北極蛤屬。

## 最长寿动物
2013年11月，科学家认定一只名为“明”的北极蛤寿命为507年，是目前已知最长寿的多細胞個體动物。